# 4648 Tirion
A 4648 Tirion (ideiglenes jelöléssel 1931 UE) a Naprendszer kisbolygóövében található aszteroida. Karl Wilhelm Reinmuth fedezte fel 1931. október 18-án.